# 퉁화 (소설가)
퉁화(중국어 간체자: 桐华, 정체자: 桐華, 병음: Tong Hua, 본명: 런하이옌(중국어: 任海燕, 병음: Rén Hǎiyàn), 1980년 10월 18일 ~ )는 중화인민공화국 출신의 재미 소설가이다. 그 외의 필명으로는 장샤오싼(중국어 간체자: 张小三, 정체자: 張小三, 병음: Zhāng Xiǎosān)이 있다.
중국 베이징 대학의 경영학과를 나온 후, 광둥성 선전시에 위치한 중국은행 지점에서 금융 업무를 보다가 중국 국적을 버리고, 미국 뉴욕으로 이주해서 경제학을 전공했다. 2005년부터 소설을 쓰기 시작해서, 《보보경심》(步步驚心), 《대막요》(大漠謠), 《운중가》(雲中歌), 《가장 아름다운 시절》(最美的時光) 등을 출판했고, 그 중 보보경심은 한국 배우 이준기가 출연한 드라마의 원작이다.
퉁화 작가의 《가장 아름다운 시절》은 처음으로 집필한 현대물이다. 《가장 아름다운 시절》에서 오랜 짝사랑을 통해 자기를 사랑할 수 있게 된 "쑤만"의 모습을 통해서 작가는 "사랑이 이뤄짐과는 상관없이 사랑하며 고민하는 것이 사람이다. 살아가는 그 순간순간이 아름다운 시절"이라고 말하였다.